# Rosario Soto Rico
María Rosario Soto Rico (Almería, 10 de diciembre de 1974) es una política española del Partido Popular, presidenta de la Autoridad Portuaria de Almería, que gestiona dos puertos de interés general del Estado: el Puerto de Almería y el Puerto de Carboneras.

## Formación
Nacida en Almería, es licenciada en Ciencias Políticas y Sociología por Universidad de Granada. Fue becaria del Programa Sócrates-Erasmus de la Unión Europea en la Universidad de Robert Schuman, Estrasburgo (Francia) y realizó prácticas de estudios en el Parlamento Europeo. Posee máster en Marketing y Comercio Internacional por la Universidad de Almería - Universidad de Staffordshire (Reino Unido), máster en Dirección y Gestión de Recursos Humanos por la Universidad de Almería y máster enTécnico Superior en Prevención de Riesgos Laborales por la Universidad de Almería. Cuenta también con Curso Superior en Seguridad Social y Derecho Laboral por el Centro de Estudios Financieros en Madrid y con estudios de Doctorado en Psicología Social, Programa: Doctorado en Salud, Psicología y Psiquiatría por la Universidad de Almería.

## Trayectoria profesional
Tras una larga estancia en el Reino Unido, estudiando y dando clases de español en un High School en Staffordshire, inició su trayectoria profesional en Almería en el año 2002 en el Comité Organizador de los Juegos Mediterráneos Almería 2005, desempeñando funciones de administración y traducción al inglés y francés. En 2003 arrancó su carrera política en el Ayuntamiento de Almería, ocupando cargos de concejal y teniente de alcalde; senadora en las Cortes Generales y diputada en el Parlamento de Andalucía. También en el ejercicio 2017 fue profesora de Liderazgo Transformacional en el Máster de Dirección y Gestión de Recursos Humanos de la Universidad de Almería.  

## Carrera política
Comenzó su carrera política en 2003. Entre 2003 y 2007 fue concejal de Igualdad, Juventud, Salud y Consumo en el Ayuntamiento de Almería. Entre 2007 y 2012 fue teniente de alcalde y concejal de Servicios Sociales e Igualdad en el Ayuntamiento de Almería. Desde 2012 fue senadora en las Cortes Generales por la Comunidad Autónoma de Andalucía en la Legislatura IX, X, XI y XII. Ocupó el cargo de diputada en el Parlamento de Andalucía durante la legislatura IX siendo, además, portavoz de Políticas Sociales. Entre 2019 y 2022 fue asesora general en el Ayuntamiento de Almería.
Desde 2022 es presidenta de la Autoridad Portuaria de Almería. Fue nombrada para el cargo en septiembre de 2022 por la Consejería de la Presidencia, Interior, Diálogo Social y Simplificación Administrativa de la Junta de Andalucía y tomó posesión el 8 de octubre de 2022.